# Mattel
Mattel, Inc. (NASDAQ: MAT

) er en amerikansk legetøjsproducent. Mattel er etableret i 1945 og har hovedsæde i El Segundo i Californien. Koncernens produkter og mærker inkluderer Fisher-Price, Barbiedukker, Monster Highdukker, Hot Wheels- og Matchboxlegetøj, Masters of the Universe, American Girldukker, brætspil, WWE Toys og de tidlige 1980'eres spillekonsoler.
I 2013 var omsætningen 6,34 mia. US $, hvilket gjorde koncernen til verdens største legetøjsproducent. I december 2011 havde Mattel 28.000 ansatte.
Virksomhedens navn er en sammentrækning af Harold "Matt" Matson og Elliot Handler, som grundlagde virksomheden i 1945.

## Historie
Virksomheden er grundlagt i 1945 af Harold "Matt" Matson og Elliot Handler. Handlers hustru, Ruth Handler, blev senere formand for Mattel, det krediterede hun for med etableringen af Barbie-produktlinien i 1959. Efter lanceringen af Barbie-dukkerne, lancerede Mattel en række talende dukker og legetøjsfigurer. Virksomheden havde i 1960'erne stor succes med den talende Chatty Cathy-dukke og See 'N Say-legetøj i 1965, med lanceringen af Hot Wheels-produktlinjen var Mattel i 1968 blevet den største legetøjsproducent i USA.
I 1971 opkøbte Mattel Ringling Bros. Barnum & Bailey Circus for i alt 40 millioner dollars. I 1982 købte Feld-familien cirkusset tilbage.
I 1986 opkøbte Mattel det Hongkong-baserede Arco Toys, som lavede actionfigurer.
I slutningen af 1980'erne blev Mattel valgt af Nintendo som PAL-producent og til markedsføring af Nintendo Entertainment System. Beslutningen blev truffet efter at Nintendo havde haft et fejlslagent forsøg sammen med Atari. Mattel havde tidligere fremstillet Intellivision i 1979 og havde nogen erfaring med konsolspil.
Efter at systemet var blevet en stor succes i Amerika, begyndte Nintendo-systemet at blive udkonkurreret af Sega Master System.
I december 2000 sagsøgte Mattel bandet Aqua, og proklamerede at sangen "Barbie Girl" krænkede varemærket Barbie og gjorde Barbie til et sexobjekt. Søgsmålet blev afvist i 2002.
I 2002 lukkede Mattel sin sidste fabrik i USA, som oprindeligt var en del af Fisher-Price-divisionen, produktionen blev outsourcet til Kina.
I 2007 blev blotlagt en skandale om blyholdigt legetøj. 14. august 2007 tilbagekaldte Mattel over 18 millioner produkter, da overfladerne overskred de amerikanske grænseværdier for bly. Senere i august 2007 blev tilbagekaldt en række produkter med stærke magneter, som kunne være farlige for børn.